# Allen Heath

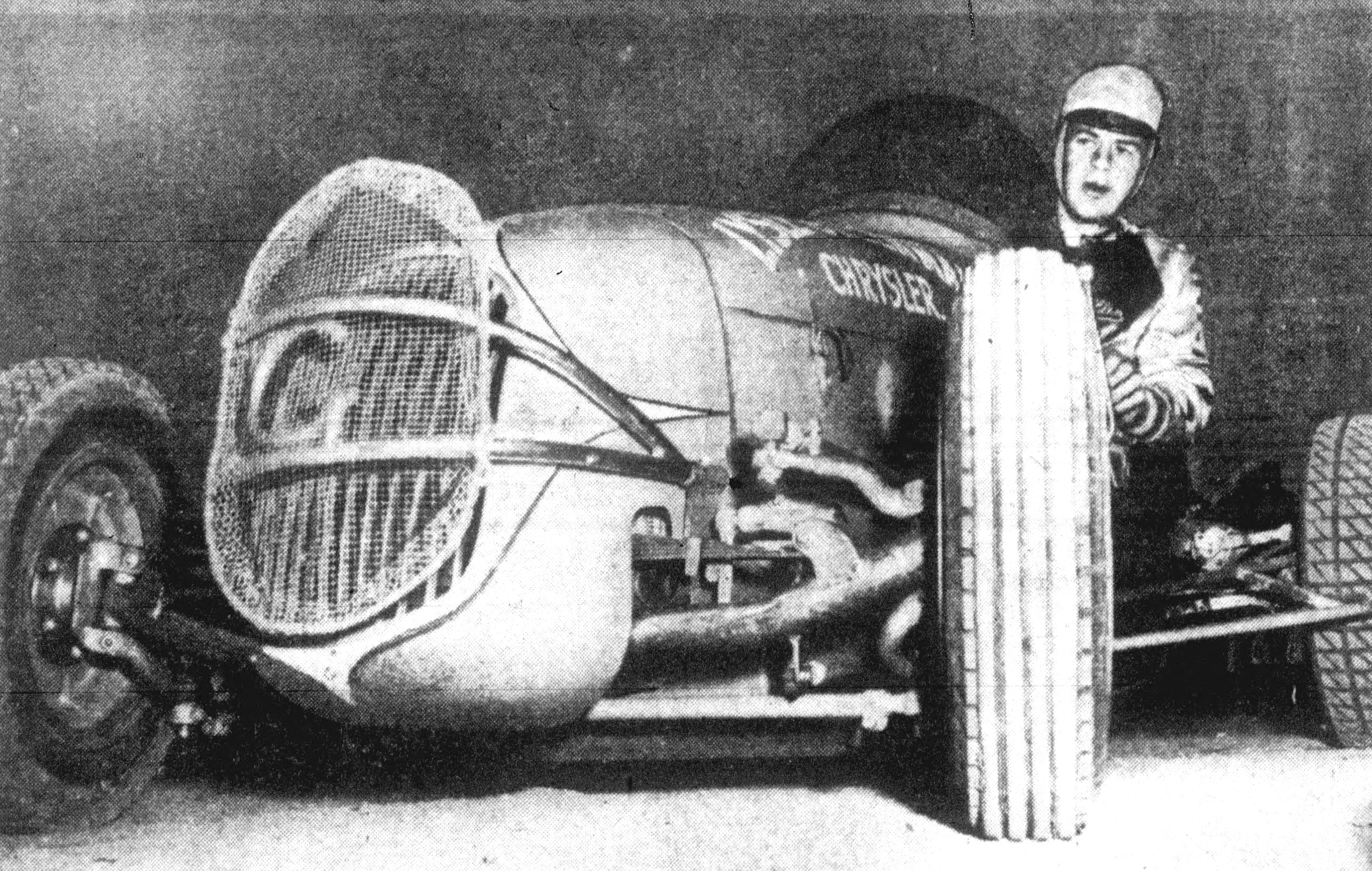
Allen Heath 1950 in einem Midget Car

Allen Fred Heath (* 3. Januar 1918 in Saskatoon, Saskatchewan; † 6. März 1981 in Northridge, Kalifornien) war ein kanadischer Autorennfahrer.

## Karriere
Heath wurde in Kanada geboren, siedelte aber mit seiner Familie 1922 nach Seattle um. 1938 begann er Midget-Car-Rennen zu bestreiten und fuhr zahlreiche Siege und Meistertitel ein. 1953 verlor er bei einem Unfall seine linke Hand. Dennoch gelang es ihm auch nach dem Unfall noch, zahlreiche Midget-Car-Rennen zu gewinnen und 1958 sogar eine Meisterschaft.
Er startete 1952 und 1953 in vier Rennen zur AAA-National-Serie. Sein bestes Ergebnis war dabei ein zweiter Platz in Detroit 1953 in einem Kurtis Kraft-Offenhauser.
1952 und 1953 versuchte er sich vergeblich für die 500 Meilen von Indianapolis zu qualifizieren.
Er starb 1981 an einem Herzinfarkt.

## Statistik

### Indy-500-Ergebnisse
| Jahr | Startnr. | Start | Qual (km/h) | Ergebnis | Runden | Führung | Ausfall |
| ---- | -------- | ----- | ----------- | -------- | ------ | ------- | ------- |
| 1952 | 32       | DNQ   |             |          |        |         |         |
| 1953 | 65       | DNQ   |             |          |        |         |         |

| Legende  | Legende            | Legende                                                          |
| Farbe    | Abkürzung          | Bedeutung                                                        |
| -------- | ------------------ | ---------------------------------------------------------------- |
| Gold     | –                  | Sieg                                                             |
| Silber   | –                  | 2. Platz                                                         |
| Bronze   | –                  | 3. Platz                                                         |
| Grün     | –                  | Platzierung in den Punkten                                       |
| Blau     | –                  | Klassifiziert außerhalb der Punkteränge                          |
| Violett  | DNF                | Rennen nicht beendet (did not finish)                            |
| Violett  | NC                 | nicht klassifiziert (not classified)                             |
| Rot      | DNQ                | nicht qualifiziert (did not qualify)                             |
| Rot      | DNPQ               | in Vorqualifikation gescheitert (did not pre-qualify)            |
| Schwarz  | DSQ                | disqualifiziert (disqualified)                                   |
| Weiß     | DNS                | nicht am Start (did not start)                                   |
| Weiß     | WD                 | zurückgezogen (withdrawn)                                        |
| Hellblau | PO                 | nur am Training teilgenommen (practiced only)                    |
| Hellblau | TD                 | Freitags-Testfahrer (test driver)                                |
| ohne     | DNP                | nicht am Training teilgenommen (did not practice)                |
| ohne     | INJ                | verletzt oder krank (injured)                                    |
| ohne     | EX                 | ausgeschlossen (excluded)                                        |
| ohne     | DNA                | nicht erschienen (did not arrive)                                |
| ohne     | C                  | Rennen abgesagt (cancelled)                                      |
| ohne     | keine WM-Teilnahme |                                                                  |
| sonstige | P/fett             | Pole-Position                                                    |
| sonstige | 1/2/3/4/5/6/7/8    | Punktplatzierung im Sprint-/Qualifikationsrennen                 |
| sonstige | SR/kursiv          | Schnellste Rennrunde                                             |
| sonstige | *                  | nicht im Ziel, aufgrund der zurückgelegten Distanz aber gewertet |
| sonstige | ()                 | Streichresultate                                                 |
| sonstige | unterstrichen      | Führender in der Gesamtwertung                                   |